# Arces
Arces (também chamada de Arces-sur-Gironde) é uma comuna localizada no departamento de Charente-Maritime na região de Nova Aquitânia, no sudoeste da França.